# Ernst Göpel
Ernst Frederik Göpel (7. maj 1862 i København – 9. januar 1919 i Aaborg) var en dansk skuespiller og fotograf. Han var virksom som fotograf i Aalborg.

## Filmografi
- 1910 – Massösens offer